# Powiat Warendorf
Powiat Warendorf (niem. Kreis Warendorf) – powiat w Niemczech, w kraju związkowym Nadrenia Północna-Westfalia, w rejencji Münster. Siedzibą powiatu jest miasto Warendorf.

## Podział administracyjny
Powiat Warendorfskłada się z:
- dziewięciu gmin miejskich (Stadt)
- czterech gmin wiejskich (Gemeinde)

Gminy miejskie:
| Lp. | Nazwa gminy miejskiej | Ludność (31.12.2010) | Powierzchnia km² |
| --- | --------------------- | -------------------- | ---------------- |
| 1   | Ahlen                 | 53.414               | 123,13           |
| 2   | Beckum                | 36.736               | 111,39           |
| 3   | Drensteinfurt         | 15.395               | 106,42           |
| 4   | Ennigerloh            | 19.701               | 125,22           |
| 5   | Oelde                 | 29.276               | 102,63           |
| 6   | Sassenberg            | 14.240               | 78,08            |
| 7   | Sendenhorst           | 13.236               | 96,68            |
| 8   | Telgte                | 19.114               | 90,70            |
| 9   | Warendorf             | 38.134               | 176,76           |

Gminy wiejskie:
| Lp. | Nazwa gminy | Ludność (31.12.2010) | Powierzchnia km² |
| --- | ----------- | -------------------- | ---------------- |
| 1   | Beelen      | 6.287                | 31,35            |
| 2   | Everswinkel | 9.447                | 68,93            |
| 3   | Ostbevern   | 10.569               | 89,50            |
| 4   | Wadersloh   | 12.596               | 117,03           |